# نيك ميلر
نيك ميلر (بالألمانية: Nick Miller) (و. 1980 – م) هو ممثل، وممثل أفلام، من نيوزيلندا.

## وصلات خارجية
- نيك ميلر على موقع IMDb (الإنجليزية)
- نيك ميلر على موقع قاعدة بيانات الفيلم (الإنجليزية)